# Phlegmariurus flexibilis
Phlegmariurus flexibilis é uma espécie de planta do gênero Phlegmariurus e da família Lycopodiaceae.

## Taxonomia
A espécie foi descrita em 2012 por Benjamin Øllgaard.
Os seguintes sinônimos já foram catalogados:
- Lycopodium flexibile  Fée
- Lycopodium linifolium  Spring
- Lycopodium linifolium sanguineum  Spring
- Lycopodium linifolium subaristatum  Christ
- Huperzia flexibilis  (Fée) B.Øllg.
- Urostachys flexibilis  (Fée) Herter

## Forma de vida
É uma espécie epífita e herbácea.

## Conservação
A espécie faz parte da Lista Vermelha das espécies ameaçadas do estado do Espírito Santo, no sudeste do Brasil. A lista foi publicada em 13 de junho de 2005 por intermédio do decreto estadual nº 1.499-R.

## Distribuição
A espécie é encontrada nos estados brasileiros de Bahia, Ceará, Espírito Santo, Minas Gerais, Pará, Pernambuco, Paraná, Rio de Janeiro, Santa Catarina e São Paulo.  A espécie é encontrada nos  domínios fitogeográficos de Floresta Amazônica e Mata Atlântica, em regiões com vegetação de floresta ombrófila pluvial.